# Jacques Mieses
Jacques Mieses (Leipzig, 27 de febrer de 1865 – Londres, 23 de febrer de 1954) fou un jugador i escriptor d'escacs jueu d'origen alemany.
|  |

## Biografia
Va anar a viure a Anglaterra els anys 1930 fugint de la persecució nazi, i va esdevenir el primer Gran Mestre britànic el 1950.

### Resultats destacats en competició
Fou un perillós jugador d'atac, i va aconseguir nombroses victòries brillants, com per exemple contra Frank Marshall a Montecarlo 1903. Mieses, de fet, fou un dels grans jugadors que va participar en la sèrie de Torneigs de Montecarlo, on hi fou 6è al Torneig de 1901 (el campió fou Dawid Janowski), 12è al Torneig de 1902 (el campió fou Géza Maróczy), 8è al Torneig de 1903 (el campió fou Siegbert Tarrasch), i 3r al Torneig temàtic de 1904 del gambit Rice, rere Rudolf Swiderski i Frank Marshall. La seva millor actuació fou la victòria en el torneig de Viena 1907 (1r Memorial Trebitsch). Va participar, representant Alemanya, a l'Olimpíada d'escacs de 1927 a Londres, on hi va fer 8 punts de 15 partides en el segon tauler (Alemanya fou 6a en aquella competició)

### Organitzador de torneigs i escriptor
Va contribuir a organitzar el torneig de San Sebastián 1911, i va insistir que totes les despeses dels mestres que hi participaven havien de ser sufragades per l'organització. Aquest fou el primer torneig internacional en què hi participava José Raúl Capablanca, que va sorprendre tothom en guanyar-lo.
Entre 1919 i 1921 fou editor de la revista d'escacs alemanya Deutsche Schachzeitung.
Mieses va escriure molts articles i cròniques de torneigs, tot i que sense gaire èxit degut al seu estil considerat “sec”, en contrast amb la seva afabilitat personal.

### Contribucions a la teoria dels escacs
Va jugar sovint la defensa Escandinava, i en va desenvolupar molt la teoria a principis dels 1900.
Hom anomena Obertura Mieses l'obertura 1.d3.